# Dame lume
Dame lume és una pel·lícula espanyola de comèdia rodada en gallec el 1994 i dirigida per Héctor Carré Menéndez en el que fou el seu primer llargmetratge. Fou rodada a La Corunya i protagonitzada per Mercè Sampietro i Juanjo Menéndez. Fou exhibida a la secció Zabaltegi - Nous Editors del 42è Festival Internacional de Cinema de Sant Sebastià.

## Argument
Dengue és un bomber tímid, innocent i apassionat que és víctima involuntària d'una trama per a extorquir al seu pare D. Santiago, un empresari poderós i corromput. És extorsionat amb Candela, una prostituta que s'enamora d'ell contra la seva voluntat. Quan ambdós són conscients de la situació intenten escapar amb ajut de Sonsoles, la millor amiga de Dengue.

## Repartiment
- Mercè Sampietro...	Gladys
- Juanjo Menéndez...	D. Santiago
- Camilo Rodríguez...	Dengue
- Ana Otero...	Candela
- Beatriz Bergamín...	Sonsoles
- Rodrigo Roel	 ...	Zuazo
- Evaristo Calvo ...	Termes
- Carles Sans...	Borratxo
- Nancho Novo... Venedor

## Premis i nominacions
Premis Goya
| Categoria              | Candidat     | Resultat |
| ---------------------- | ------------ | -------- |
| Millor director novell | Héctor Carré | Nominat  |